# Moḩammadābād-e Nīl
Moḩammadābād-e Nīl (persiska: مُحَمَّدابادِ نيل, محمّد آباد نيل, مُحَمَّد آباد) är en ort i Iran.   Den ligger i provinsen Kurdistan, i den nordvästra delen av landet, 400 km väster om huvudstaden Teheran. Moḩammadābād-e Nīl ligger 1 927 meter över havet och antalet invånare är 286.
Terrängen runt Moḩammadābād-e Nīl är huvudsakligen lite kuperad. Moḩammadābād-e Nīl ligger nere i en dal.Runt Moḩammadābād-e Nīl är det ganska tätbefolkat, med 52 invånare per kvadratkilometer. Närmaste större samhälle är Charmīleh, 17,9 km väster om Moḩammadābād-e Nīl. Trakten runt Moḩammadābād-e Nīl består i huvudsak av gräsmarker.